# Christoph Mutter
Christoph Mutter (* 10. Oktober 1961 in Rheinfelden) ist ein deutscher Rechtsanwalt.

## Leben
Er wuchs zusammen mit seiner Schwester, der Geigerin Anne-Sophie Mutter, und einem Bruder auf und wurde bereits als Achtjähriger Bundespreisträger im Wettbewerb Jugend musiziert.
Später wurde er 1. Preisträger des Jecklin-Wettbewerbs für junge Pianisten in Zürich. Er wurde am Konservatorium in Winterthur zum Konzertpianisten ausgebildet, wobei ihm Enrique Barenboim Privatunterricht in Tel Aviv erteilte.
Nach dem Abitur studierte er Rechtswissenschaft und entschied sich damit gegen eine musikalische Karriere. Er studierte in Freiburg und Heidelberg, danach wurde er an der Universität Mainz promoviert.
Er ist heute als Rechtsanwalt, Wirtschaftsprüfer und Steuerberater in eigener Sozietät in Frankfurt am Main tätig. Mutter ist im Vorstand der Udo-Jürgens-Stiftung tätig und beriet Udo Jürgens.

## Rezeption
Die Frankfurter Allgemeine Sonntagszeitung hält Mutters Buch Vermögensmanagement für Familienunternehmer für „unentbehrlich“ „auf den Schreibtischen der Reichen“.

## Veröffentlichungen

### Als Autor
- Kapitalersetzendes Darlehen und Gebrauchsüberlassung bei der GmbH: Steuersituation, Betriebsaufspaltung und Konzernhaftung, 1992, ISBN 978-3-631-44804-5
- Münchener Anwaltshandbuch Personengesellschaftsrecht, Beck, 2005, ISBN 3-406-51986-5
- Vermögensmanagement für Familienunternehmer: Rechtsgestaltung, Steueroptimierung, Vermögensverwaltung, Schaefer Pöschel, 2005, 1. Auflage, ISBN 978-3-7910-2374-8; 2011, 2. überarbeitete Auflage, ISBN 978-3-7910-2957-3

### Als Herausgeber
- Beck’sches Formularbuch Erbrecht, m. CD-ROM, 2009, ISBN 978-3-406-58337-7